# فاطمه پیمان
فاطمه پیمان (زاده ۱۹۹۵) سیاستمدار افغانستانی شهروند استرالیا و عضو منتخب سنای استرالیا در انتخابات فدرال استرالیا در سال ۲۰۲۲ است. او در ۲۰ ژوئن ۲۰۲۲ به عنوان نماینده سنا برای استرالیای غربی انتخاب شد.
پیمان از شهر پرث نخستین زن با حجاب مسلمان است که به مجلس سنای استرالیا راه یافت. در ۳۰ ژوئن ۲۰۲۴ آنتونی آلبانیز نخست‌وزیر استرالیا به خاطر حمایت پیمان از تلاش حزب سبز استرالیا برای حمایت از کشور مستقل فلسطینی، عضویت فاطمه پیمان را از حزب کارگر تعلیق کرد.
اظهارات پیمان (در سال ۲۰۲۴) در مورد زنان ایران نیز انتقادات زیادی به همراه داشت.

## اوایل زندگی و مهاجرت
فاطمه پیمان، زاده ۱۹۹۵ در کابل افغانستان است. پدر وی در سال ۱۹۹۹ به استرالیا مهاجرت کرد و فاطمه در سال ۲۰۰۳ زمانی که ۸ ساله بود به همراه مادر و خواهر و برادران کوچکترش از افغانستان به عنوان پناهنده وارد استرالیا شدند. او کار داوطلبانه را با جمع‌آوری کمک برای یک نهاد خیریه همزمان با تدریس خصوصی دانش‌آموزان دبیرستانی آغاز و برای مرکز ارتقای مهارت جوانان و پلیس کار کرد. فاطمه در کالج اسلامی استرالیا درس خواند و در انجمن‌های اسلامی بسیار فعال بود. پیمان تنها زن باحجاب بود که از حزب کارگر برای ورود به سنا رقابت کرد.

## تحصیلات
فاطمه پیمان در سال ۲۰۱۳ از کالج اسلامی استرالیا در پرت فارغ‌التحصیل شد. او در دانشگاه استرالیای غربی کارشناسی هنر در انسان‌شناسی و جامعه‌شناسی و دیپلم علوم دارویی را دریافت کرد. او از فوریه ۲۰۱۸ تا فوریه ۲۰۲۰ به عنوان دستیار داروخانه در Terry White's کار می‌کرد.

## زندگی شخصی
او در فوریه ۲۰۲۴ با جیکوب استوکس، کارمند حزب کارگر ازدواج کرد.

## کار سیاسی
پیمان در سال ۲۰۱۸ به عنوان سازمان‌دهنده به اتحادیه کارگران متحد (UWU) پیوست. او رئیس گروه کارگران جوان بود و انگیزه خود را سختی کشیدن پدرش در برابر سوءاستفاده از کارگران عنوان کرد. او در کمپین انتخاباتی برای پیر یانگ فعالیت کرد.
در انتخابات فدرال استرالیا در سال ۲۰۲۲ در حزب کارگر استرالیای غربی برای سنا سوم شد و انتظار نمی‌رفت که کرسی را بدست آورد.

### خروج از شهروندی افغانستان
او در سال ۲۰۰۵ شهروند استرالیا شد. بر پایه حکم دادگاه عالی استرالیا در سال ۱۹۹۲ (مورد سایکس علیه کلیری) در رابطه با فصل ۴۴ قانون اساسی استرالیا یک نامزد سیاسی نباید شهروند کشور دیگری باشد. او در اکتبر ۲۰۲۱ به سفارت افغانستان در استرالیا مراجعه کرد تا تابعیت افغانستانی خود را کنار بگذارد و سفارت نتوانست روند رسمی را ادامه دهد. زیرا پس از حمله طالبان در سال ۲۰۲۱ هیچ تماسی با حکومت جدید نداشت. حزب کارگر پس از مشاوره حقوقی اعلام کرد که فاطمه پیمان واجد شرایط انتخاب شدن است، زیرا او «همه اقدامات معقول» را برای خروج از شهروندی افغانستان انجام داده است.

### راهیابی به سنا
فاطمه پیمان در سال ۲۰۲۲ برنده ششم سنا شد. او اولین عضو زن پارلمان است که حجاب می‌پوشد. او گفته است که اولویت‌های وی شامل 'آوردن افراد بیشتری به استرالیا از پیشینه‌های متنوع و بهبود آموزش کودکان و عادی‌سازی حجاب برای استرالیایی‌ها است. در ۴ دسامبر ۲۰۲۲ به او جایزه استرالیایی مسلمان نمونه داده شد. اعلام راه‌یابی یک دختر باحجاب اهل افغانستان به سنای استرالیا واکنش‌هایی در میان شهروندان افغانستان به دنبال داشت. فرهاد دریا با تغییر عکس پروفایل فیسبوک خود به عکس پیمان نوشته است: «راه یافتن فاطمهٔ نازنین به مجلس سنای آسترالیا، سیلی محکم به «پَس کلّه» کسانی است که زنان را ناقص‌العقل می‌دانند. کسانی که زنان را از حق تحصیل و کسب علم محروم کرده و در خانه‌ها زندانی می‌سازند، و کسانی که به بهانهٔ حجاب «شرعی» تمام حقوق اولیه و انسانی را از زنان و دختران سرزمینم سلب کرده‌اند.»

## جنگ اسرائیل و حماس
فاطمه پیمان در ۳۰ مه ۲۰۲۴ پس از اظهار اتهام به اسرائیل در نسل‌کشی در جنگ اسرائیل و حماس در غزه از کمیته امور خارجه سنای استرالیا کنار گذاشته شد. او به دلیل محکوم نکردن جنایات حماس در حمله ۷ اکتبر و رای مثبت برای رسمیت شناخته شدن فلسطین، از حزب کارگر استرالیا کنار گذاشته شد.
در ژوئیه ۲۰۲۴ او در اعتراض به لایحه دولت آنتونی آلبانیز به طرفداری از اسرائیل در جنگ اسرائیل و حماس به جمع مخالفان پیوست. دولت استرالیا رسماً از راه حل دو کشوری برای حل بحران اسرائیل و فلسطین حمایت می‌کند، اما در ژوئیه ۲۰۲۴ تلاش کرد اصلاحیه‌ای را به تصویب برساند که ادعا داشت نیازی به شناسایی کشور فلسطین نیست و اینگونه این خود می‌تواند بخشی از فرایند پایان دادن به جنگ کنونی باشد.
پس از تعلیق پیمان از حزب، او اعلام کرد که همچنان مخالف این لایحه خواهد بود. او تغییر موضع حزبی خود در سنا را سخت‌ترین تصمیم در دوران حرفه سیاسی خود توصیف کرد، اما به کاری که انجام داده مفتخر است و از اینکه دیگران از آن پیروی نکردند به شدت سرخورده شد. او پس از اخراج از حزب کارگر، حزب صدای استرالیا را بنیان گذاشت و به فعالیت ادامه داد.

## حواشی
در اسفند ۱۴۰۳ پیمان هنگام مصاحبه با پرس تی‌وی گفت: «برخلاف تبلیغات سازمان‌های جانبدار، صدای زنان ایران شنیده می‌شود و آنان در روند دموکراتیک در آن کشور مشارکت دارند.» صحبت‌های پیمان انتقادات فراوانی به همراه داشت و او بعداً مجبور به عذرخواهی شد.